# Mx3 (Musikplattform)
Mx3 (Bedeutung: Musik mal 3) ist eine Schweizer Online-Musikdienst, der von den fünf Schweizer Radiosendern Rete Tre, SRF 3, Couleur 3, SRF Virus und Radio Rumantsch betrieben wird. Die Musikplattform, auf der Newcomer-Bands ihre Songs präsentieren können, wurde am 15. September 2006 eingeführt und wurde mittlerweile in den vier Landessprachen Deutsch, Französisch, Italienisch und Romanisch sowie Englisch übersetzt. Bisweilen wurden bereits über 56'000 Songs von über 22'000 verschiedenen Schweizer Bands und Musikern auf dem Portal veröffentlicht.
Mit der Gründung der Betreibergesellschaft «mxlab ag» lagert die SRG SSR idée suisse am 15. Februar 2009 ihre Musikplattform «Mx3.ch» aus. Die 100-prozentige SRG-SSR-Tochter Telvetia S.A., die Schweizerische Gesellschaft für die Rechte der Urheber musikalischer Werke (SUISA) und die Schweizerische Interpretengenossenschaft (SIG) beteiligen sich an der Firma.